# جيم كونستابل
جيم كونستابل (بالإنجليزية: Jim Constable)‏ هو لاعب كرة قاعدة أمريكي، ولد في 14 يونيو 1933 في جونزبورو في الولايات المتحدة، وتوفي في 4 سبتمبر 2002 في جونسون سيتي في الولايات المتحدة.

## وصلات خارجية
- جيم كونستابل على موقعبيزبول رفرنس.كوم (الدوري الرئيسي) (الإنجليزية)